# 테레사 그레이브스

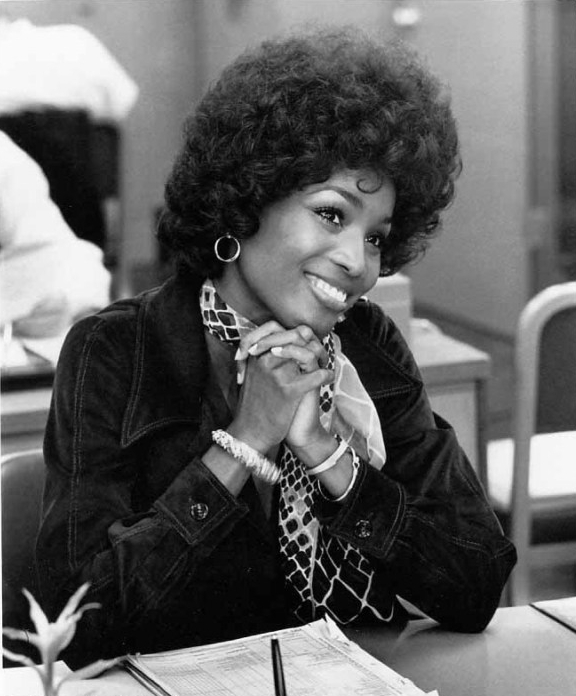

테레사 그레이브스(Teresa Graves, 1948년 1월 10일 ~ 2002년 10월 10일)는 미국의 영화배우, 배우, 음악가, 텔레비전 배우이다.
휴스턴에서 태어났으며 로스앤젤레스에서 사망하였다.

## 영화
- 뱀파이라 (1975년)
- 블랙 아이 (1974년) - 신시아 역